# Бабурін Олексій Васильович
Бабурін Олексій Васильович — народний депутат України 3-6 скликань, член фракції КПУ (з жовтня 2007), член комітету з питань транспорту і зв'язку (з грудня 2007). 1-й секретар Запорізького ОК КПУ (з 1994); член ЦК КПУ, член Президії ЦК КПУ (з липня 2003).

## Біографія
Народився 11 січня 1949 (смт Вигоничі, Брянський район, Брянська область, Росія) у робітничій сім'ї; росіянин. Одружений. Сини Дмитро і Олексій. Дочка Тетяна.

### Освіта
- Дніпропетровський хіміко-технологічний інститут (1971), інженер-хімік-технолог, «Технологія електрохімічного виробництв».
- Київський інститут політології та соціального управління (1991).

### Діяльність
- 1971–1973 — служба в армії.
- З жовтня 1973 — майстер, старший майстер, заступник начальника цеху металопокриття, заступник секретаря парткому, 1983–1991 — секретар парткому, з 1991 — заступник начальника управління матеріально-технічного забезпечення, заступник, перший заступник комерційного директора Запорізького автомобільного заводу.
- 1996–1998 — заступник, перший заступник комерційного директора, заступник начальника, начальник управління ВАТ «АвтоЗАЗ».
- Обраний депутатом Запорізької облради (квітень 2006).

## Депутатська діяльність
Народний депутат України 3-го скликання 03.1998-04.2002, виборчій округ № 75, Запорізька область. З'яв. 63,4%, за 19,8%, 24 суперників. На час виборів: начальник управління матеріально-технічного постачання ВАТ «АвтоЗАЗ», член КПУ. Член Комітету у закордонних справах і зв'язках з СНД (з 07.1998); член фракції КПУ (з 05.1998).
Народний депутат України 4-го скликання 04.2002-04.2006 від КПУ, № 23 в списку. На час виборів: народний депутат України, член КПУ. Член фракції комуністів (з 05.2002), член Комітету з питань економічної політики, управління народним господарством, власності та інвестицій (з 06.2002).
Народний депутат України 5-го скликання 04.2006-11.2007 від КПУ, № 21 в списку. На час виборів: народний депутат України, член КПУ. Член фракції КПУ (з 04.2006), секретар Комітету з питань транспорту і зв'язку (з 07.2006).
Народний депутат України 6-го скликання 11.2007-12.2012 від КПУ, № 13 в списку. На час виборів: народний депутат України, член КПУ. Член фракції КПУ (з 11.2007), член Комітету з питань транспорту і зв'язку (з 12.2007).

## Нагороди
Нагороджений орденом Дружби народів.